# SummerSlam (1988)
SummerSlam (1988) foi o evento inaugural do SummerSlam de luta profissional pay-per-view (PPV) produzido pela World Wrestling Federation (WWF, agora WWE). Aconteceu em 29 de agosto de 1988, no Madison Square Garden, em Nova York, Nova York. O pay-per-view foi criado para ajudar a empresa a competir contra a promoção rival World Championship Wrestling (anteriormente Jim Crockett Promotions). Foi um dos primeiros quatro eventos anuais de pay-per-view produzidos pela WWF, juntamente com WrestleMania, Royal Rumble e Survivor Series, que acabaram sendo apelidados de "quatro grandes".
O evento consistiu em dez lutas. As partidas preliminares incluíram uma defesa do título pelo Campeão Intercontinental The Honky Tonk Man contra um desafiante surpresa, revelado como The Ultimate Warrior. Ultimate Warrior venceu a partida em apenas 31 segundos para encerrar o reinado de 14 meses de Honky Tonk, o mais longo reinado do Campeonato Intercontinental da história. O evento principal foi uma partida entre The Mega Powers (Hulk Hogan e Randy Savage) contra seus rivais de longa data, The Mega Bucks (Ted DiBiase e André the Giant). Hogan e Savage venceram a luta depois que Miss Elizabeth, a empresária de Savage, distraiu André e DiBiase, removendo sua saia para revelar sua calcinha.

## Produção

### Introdução
No final da década de 1980, a principal competição da World Wrestling Federation (WWF, agora WWE) na indústria do wrestling profissional era a Jim Crockett Promotions da National Wrestling Alliance (NWA). O presidente da WWF, Vince McMahon, rebateu o sucesso do Starrcade pay-per-view (PPV) de Jim Crockett, que começou a ser exibido em 1983, criando a WrestleMania. Após a WrestleMania III em março de 1987, o evento pay-per-view de wrestling profissional de maior sucesso da história, McMahon criou o Survivor Series, que foi ao ar no mesmo dia que Starrcade em novembro de 1987. Depois de derrotar Crockett na guerra de audiência, McMahon criou o Royal Rumble , um evento transmitido gratuitamente na USA Network em janeiro de 1988, na mesma noite em que o PPV Bunkhouse Stampede produziu o PPV Bunkhouse Stampede. O evento estabeleceu um recorde de audiência para a rede com oito milhões de lares sintonizados para assistir ao evento. Em retaliação, Crockett criou o evento Clash of the Champions I, que foi ao ar simultaneamente com WrestleMania IV. WrestleMania IV obteve classificações mais altas, e não muito tempo depois, Crockett pediu falência e vendeu sua empresa para Ted Turner, que a renomeou como World Championship Wrestling (WCW).[2]

## Resultados
| Nº                                          | Resultados | Estipulações                                            | Tempo |
| ------------------------------------------- | --- | ------------------------------------------------------- | ----- |
| 1                                           | British Bulldogs (Davey Boy Smith e Dynamite Kid) vs. The Fabulous Rougeaus (Jacque e Raymond) acabou sem vencedor por tempo limite                    | Luta de duplas                                          | 20:00 |
| 2                                           | Bad News Brown derrotou Ken Patera | Luta individual                                         | 6:33  |
| 3                                           | Rick Rude (com Bobby Heenan) derrotou Junkyard Dog por desqualificação                                                                                 | Luta individual                                         | 6:18  |
| 4                                           | Powers of Pain (The Barbarian e The Warlord) (com The Baron) derrotaram The Bolsheviks (Boris Zhukov e Nikolai Volkoff) (com Slick)                    | Luta de duplas                                          | 5:27  |
| 5                                           | The Ultimate Warrior derrotou Honky Tonk Man (c) (com Jimmy Hart)                                                                                      | Luta individual pelo Campeonato Intercontinental da WWF | 0:31  |
| 6                                           | Dino Bravo (com Frenchie Martin) derrotou Don Muraco                                                                                                   | Luta individual                                         | 5:28  |
| 7                                           | Demolition (Smash e Ax) (c) (com Mr Fuji e Jimmy Hart) derrotaram Hart Foundation (Bret Hart e Jim Neidhart)                                           | Luta de duplas pelo Campeonato Mundial de Duplas        | 9:49  |
| 8                                           | The Big Boss Man (com Slick) derrotou Koko B. Ware | Luta individual                                         | 5:57  |
| 9                                           | Jake Roberts derrotou Hercules | Luta individual                                         | 10:06 |
| 10                                          | The Mega Powers (Hulk Hogan e Randy Savage) (com Miss Elizabeth) derrotaram The Mega Bucks (Ted DiBiase e André the Giant) (com Bobby Heenan e Virgil) | Luta de duplas com Jesse Ventura como árbitro           | 13:57 |
| (c) – Refere-se aos campeões antes da luta. | |                                                         |       |

## Outras aparências
| Comentadores - "Superstar" Billy Graham - Gorilla Monsoon Apresentador de ringue - Howard Finkel | Árbitros - Earl Hebner - Joey Marella - Tim White |